# Larry Kenon
Larry Joe Kenon (ur. 13 grudnia 1952 w Birmingham) – amerykański koszykarz grający na pozycji skrzydłowego. Mistrz ABA (1974), uczestnik spotkań gwiazd ABA oraz NBA.

## Osiągnięcia

### NCAA
- Zawodnik roku konferencji Missouri Valley (1973)[2]
- Zaliczony do I składu turnieju NCAA (1973)[3]

### ABA
- Mistrz ABA (1974)[1]
- Uczestnik:
  - meczu gwiazd ABA (1974–1976)[4]
  - konkursu wsadów ABA (1976)[4]
- Zaliczony do I składu debiutantów ABA (1974)[5]

### NBA
- 2-krotny uczestnik NBA All-Star Game (1978–79)[6]